# Gameleira de Goiás

Gameleira de Goiás este un oraș în Goiás (GO), Brazilia.